# Dokimos
Dokimos (altgriechisch Δόκιμος Dókimos; † zwischen 301 und 282 v. Chr.) war ein makedonischer General während der Diadochenkriege des 4. vorchristlichen Jahrhunderts.
Dokimos nahm aller Wahrscheinlichkeit nach am Asienfeldzug Alexanders des Großen teil. Nach dessen Tod 323 v. Chr. war er ein Anhänger des Reichsregenten Perdikkas. Von diesem wurde er 321 v. Chr. zum Satrapen von Babylon ernannt, wofür er allerdings erst den unzuverlässigen Amtsinhaber Archon militärisch bekämpfen musste. Nach dem Ende des Perdikkas musste er Babylon aufgeben, für das die Sieger des ersten Diadochenkrieges auf der Konferenz von Triparadeisos den General Seleukos zum Satrapen ernannt hatten. Dokimos sprach dem Griechen Eumenes die Führung der Perdikkaner-Fraktion ab und schloss sich stattdessen dem geächteten Alketas an, mit dem er aber 319 v. Chr. in Pisidien gegen Antigonos Monophthalmos unterlag (Schlacht von Kretopolis) und in dessen Gefangenschaft geriet. Gemeinsam mit seinen Mitstreitern Philotas und Attalos gelang es ihm 316 v. Chr., nach einer Revolte die Kontrolle über die Felsenburg, in der sie eingekerkert waren, zu übernehmen. Während der mehrmonatigen Belagerung durch ein antigonidisches Heer unter der Führung der Stratonike wurden Dokimos und Philotas von ihr zum Übertritt in die Gefolgschaft des Antigonos bewegt. Attalos und die restlichen Widerständler kamen bei der Erstürmung der Felsenburg um.
Für Antigonos kämpfend nahmen Dokimos und Philotas 313 v. einen längeren Zeitraum die Herrschaft über Synnada in der kleinasiatischen Landschaft Phrygien als Statthalter des Antigonos inne, einschließlich der Bewachung dessen Schatzes. Die in der Nähe Synnadas liegende Stadt Dokimeion (heute İscehisar) ist vermutlich von ihm gegründet worden. Am Vorabend der Schlacht von Ipsos ging er 302 v. Chr. samt der Stadt und dem Schatz auf die Seite des Lysimachos über. Von ihm erhielt er zusammen die Sicherung Pergamons und dem dort gelagerten Schatz von 9000 Talenten Silber anvertraut. In Dokimos’ Diensten stand der Eunuch Philetairos, der offenbar nach seinem vor 282 v. Chr. erfolgten Tod das Kommando über Pergamon alleine weitergeführt und als Begründer der Attaliden-Dynastie in die Geschichte einging.